# Calothamnus quadrifidus
Calothamnus quadrifidus är en myrtenväxtart som beskrevs av Robert Brown och William Townsend Aiton. Calothamnus quadrifidus ingår i släktet Calothamnus och familjen myrtenväxter.

## Underarter
Arten delas in i följande underarter:
- C. q. angustifolius
- C. q. asper
- C. q. homalophyllus
- C. q. obtusus
- C. q. petraeus
- C. q. quadrifidus
- C. q. seminudus
- C. q. teretifolius

## Bildgalleri

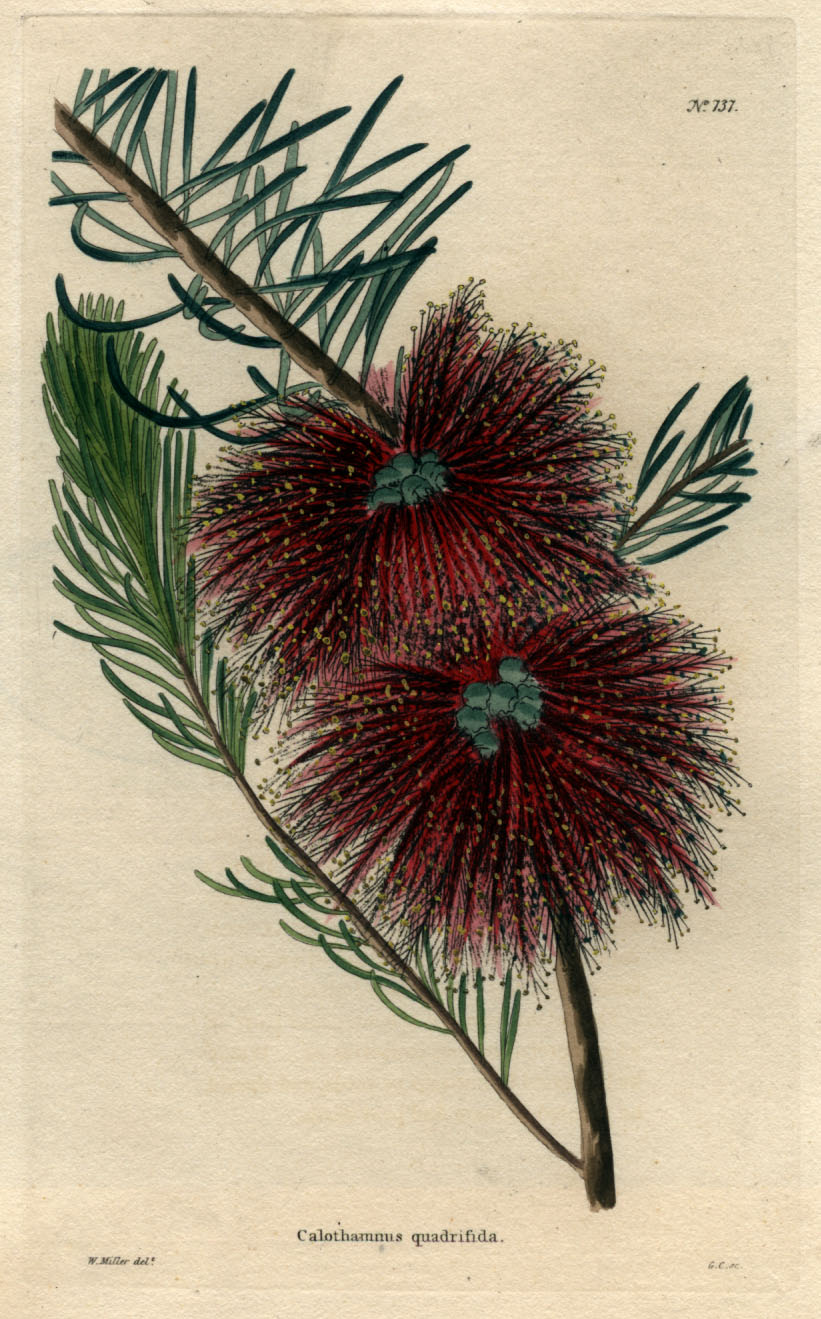
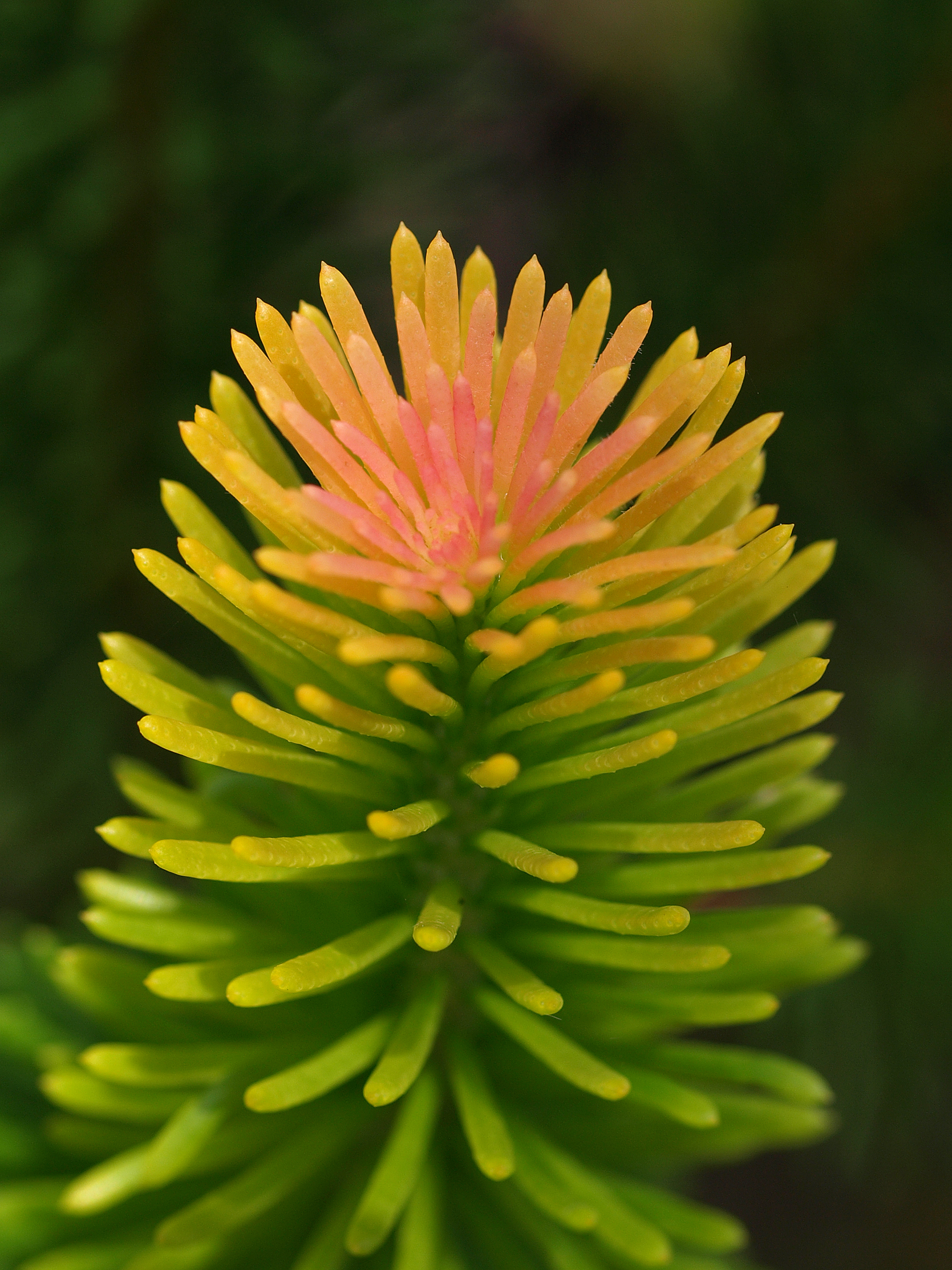
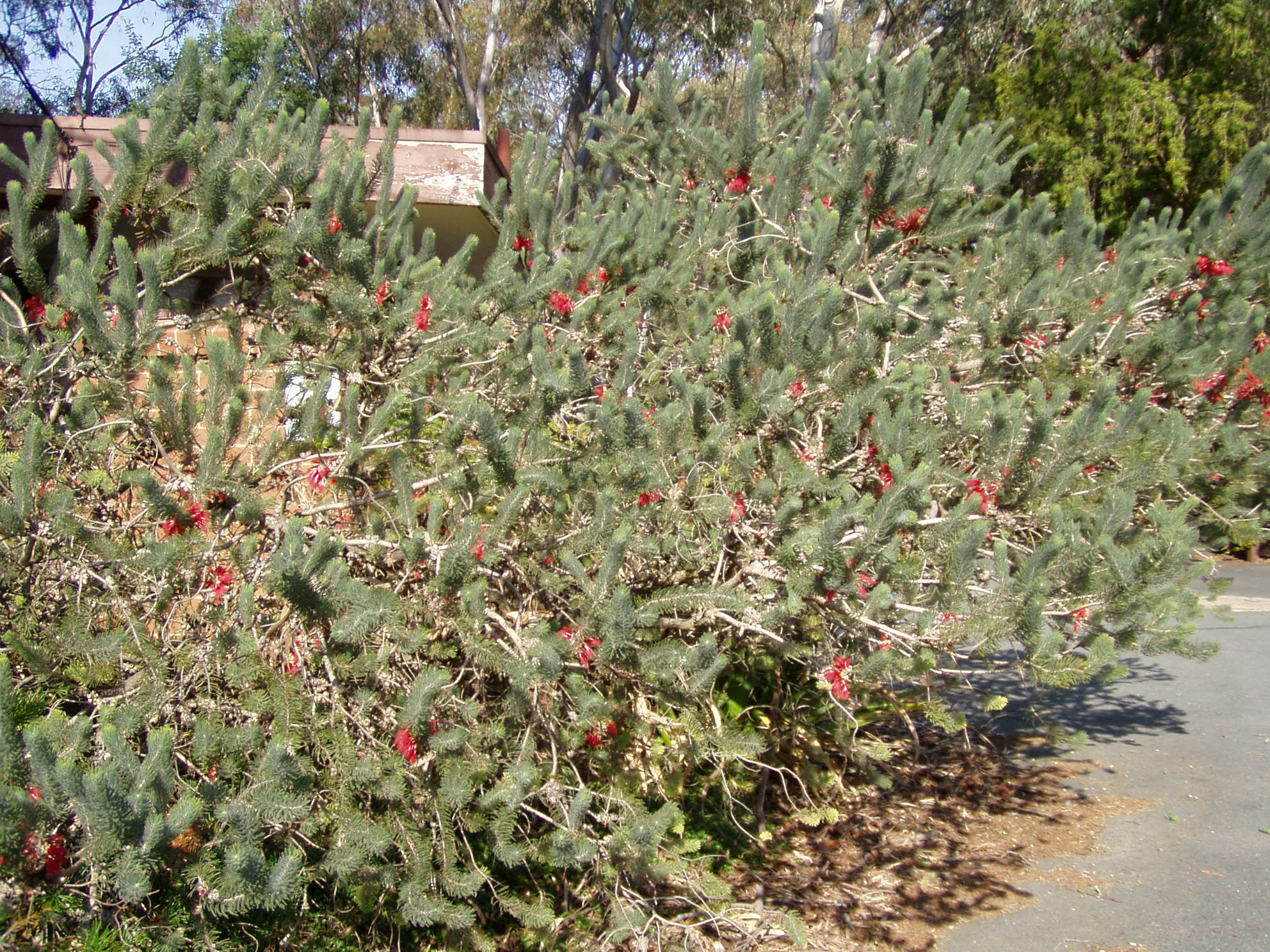
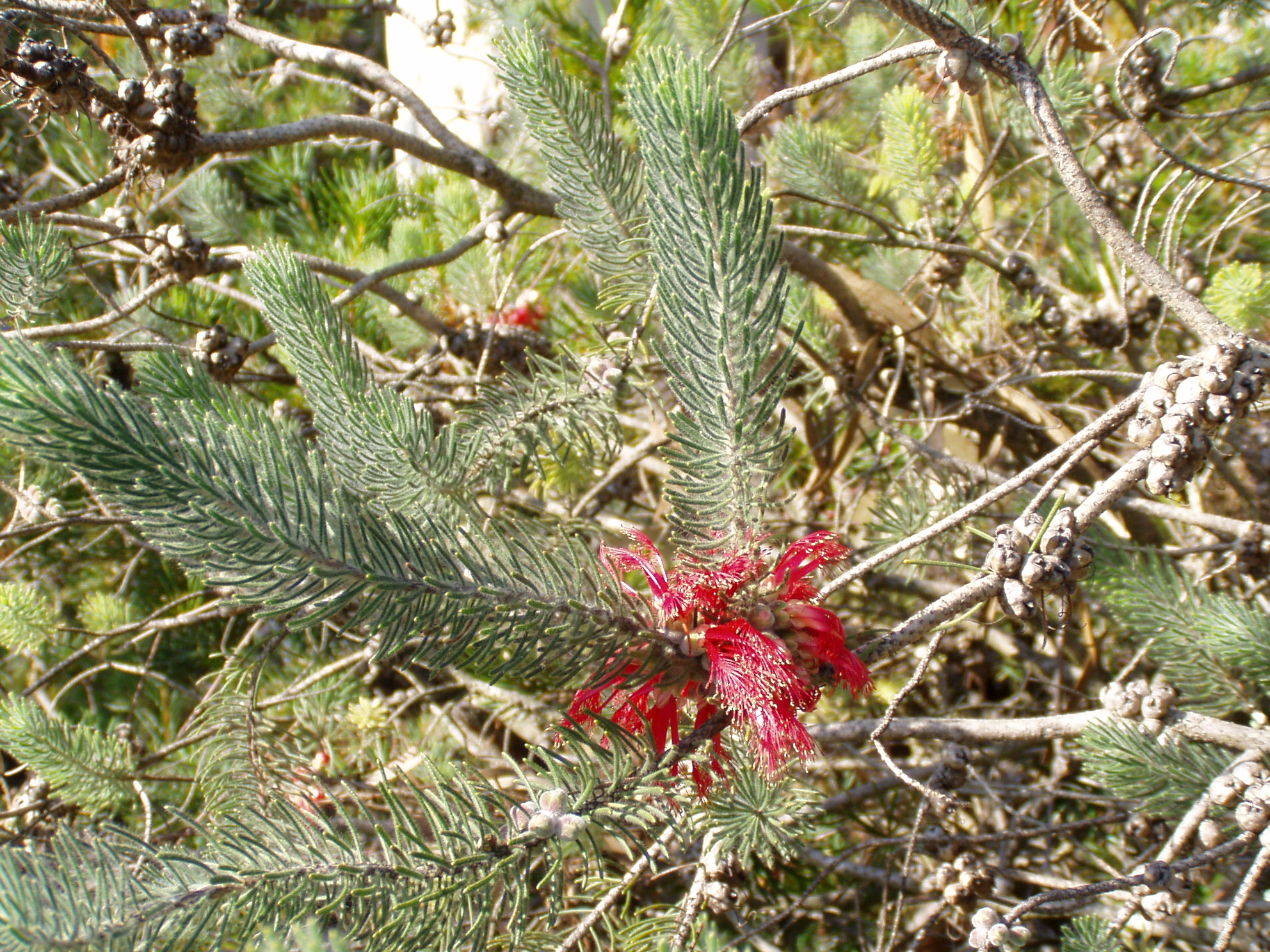
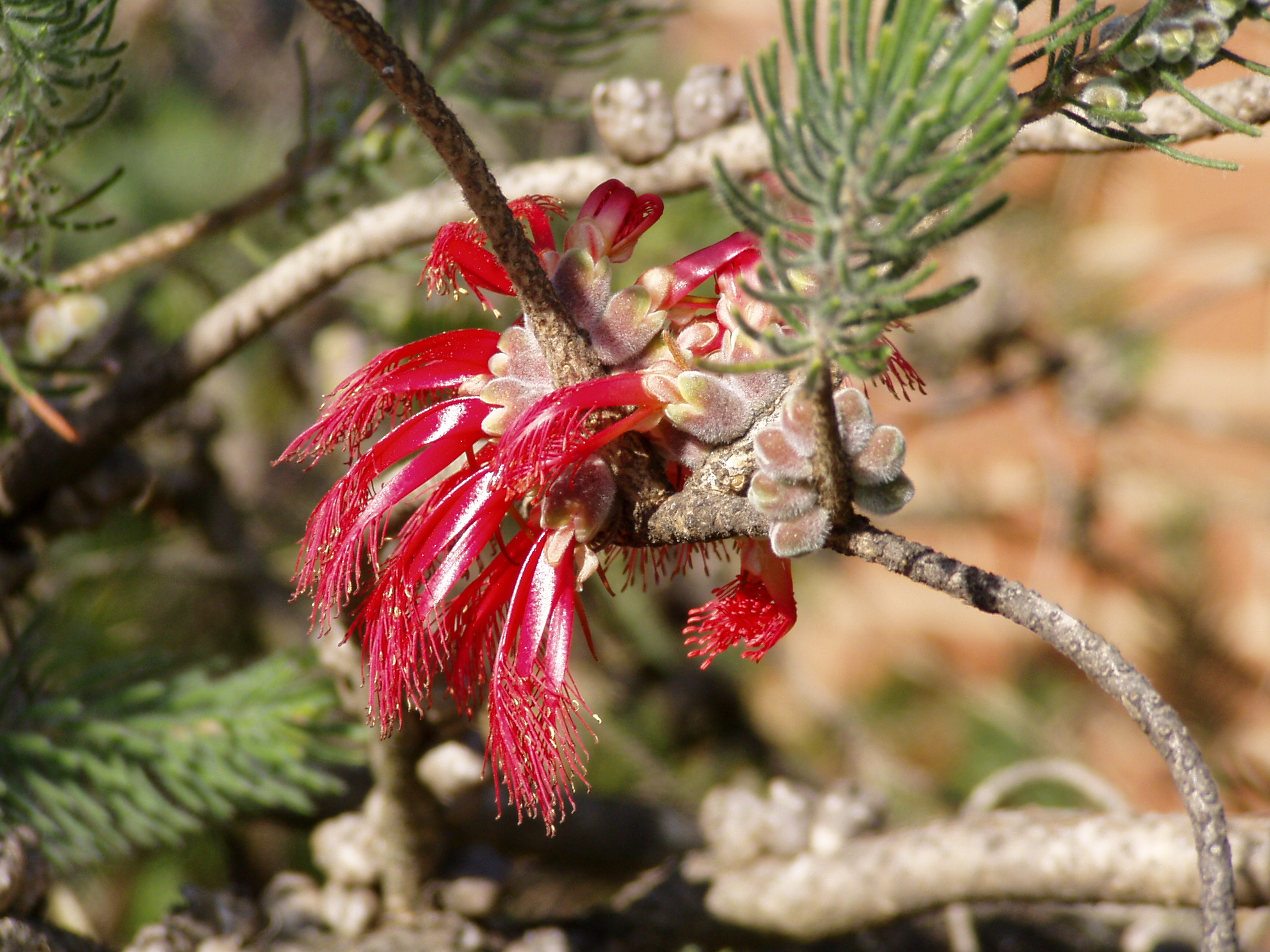
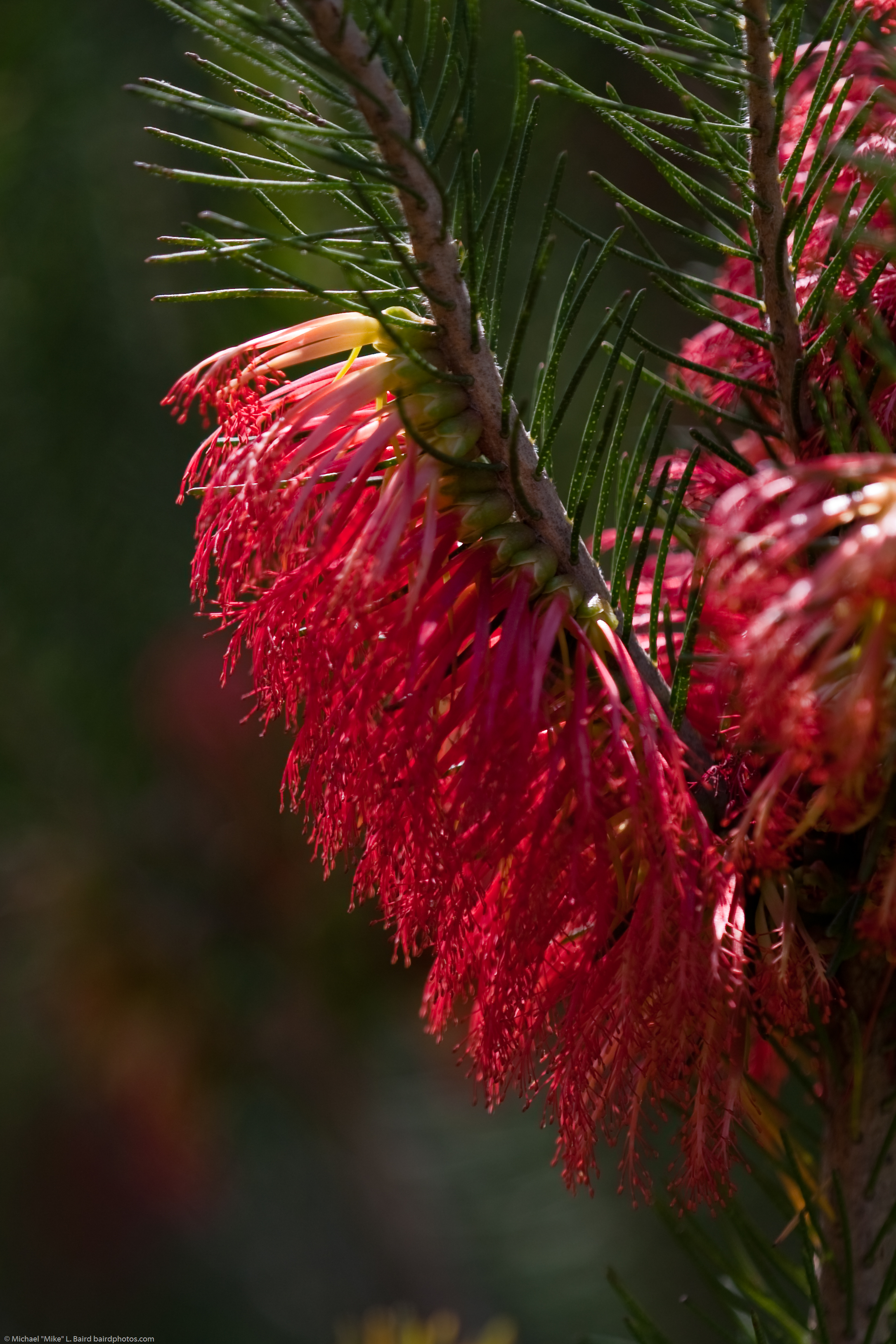